# 乔卡
乔卡（發音：[t͡ʃôka], 發音：[ˈt͡ʃoːkɒ]），是塞爾維亞伏伊伏丁那自治省北巴納特區的市镇。市镇面積为321平方公里，2022年人口数量为8,556人，其中一半居民是匈牙利人。

## 外部連結
- 官方网站  （塞爾維亞語和匈牙利語）
- History of Čoka （匈牙利文）